# ISPConfig
ISPConfig è un pannello di controllo di hosting, open source per Linux.
Il progetto è sviluppato da ISPConfig UG, dopo esser nato nell'autunno 2005 per decisione dall'azienda tedesca projektfarm GmbH. ISPConfig è distribuito con licenza BSD.

## Panoramica
ISPConfig consente di amministrare, all'interno di un servizio di hosting, siti internet, indirizzi email e DNS attraverso un'interfaccia grafica online.
Il software dispone di quattro livelli di privilegio: amministratore, rivenditore, cliente e utente-email.

## Caratteristiche
Sono supportati i seguenti servizi:
- Amministrazione di server singoli o multipli attraverso un unico pannello di controllo.
- Gestione server per Apache e Nginx.
- Gestione mail server (con utenze virtuali) con filtri antispam e antivirus.
- Gestione DNS (BIND, Powerdns e MyDNS).
- Configurazione di mirroring e cluster.
- Accessi separati per amministratore, rivenditore, utente, e utente-email.
- Gestione virtuale per server OpenVZ.
- Statistiche internet con Webalizer.

Una lista completa delle caratteristiche e funzioni del software è presente sul sito dal progetto.